# Max Schneckenburger
Pour les articles homonymes, voir Schneckenburger.
Max Schneckenburger (né le 18 juillet 1819 à Talheim près de Tuttlingen, dans le royaume de Wurtemberg - mort le 3 mai 1849 à Burgdorf près de Berne, en Suisse) est célèbre pour avoir écrit en 1840 une poésie devenue l'hymne patriotique Die Wacht am Rhein (« La garde au Rhin »). Il était le frère du théologien évangélique Matthias Schneckenburger (de) (1804-1848).

## Biographie
Max Schneckenburger était copropriétaire d'une société métallurgique et ses affaires l'ont conduit par delà le Rhin en Suisse. C'est là que le poème fut mis en musique et interprété pour la première fois par des musiciens locaux. Cette version de Berne est de nos jours en grande partie oubliée.
La musique aujourd'hui célèbre de Die Wacht am Rhein fut composée en 1854 par Karl Wilhem, cinq ans après la mort du poète. L'utilisation du chant lors de la guerre franco-prussienne de 1870-1871 rendit célèbre les deux hommes. La veuve de Schneckenburger et ses deux enfants reçurent une pension annuelle de 3000 Marks du Bismarck's Reichskanzleramt. À ce moment, on put enfin publier ses Deutsche Lieder à Stuttgart (1870).
Le 18 juillet 1886, ses cendres furent rapatriées dans sa ville natale de Talheim, en royaume de Wurtemberg.